# Gazzetta Ufficiale
La Gazzetta Ufficiale is een officiële, dagelijkse publicatie van de  Italiaans  overheid waarin beschikkingen worden gepubliceerd.
De Gazzetta kan ook gratis online ingekeken en geraadpleegd worden tot zestig dagen na de publicatiedatum. Ook is het mogelijk om in een archief naar eerdere publicaties die op een bepaald terrein zijn toegespitst te zoeken. Zo bestaat er bijvoorbeeld een Gazzetta Ufficiale della Corte Costituzionale, een Gazzetta Ufficiale della Comunità Europea maar zijn er ook verschillende Gazzette die zich met name bezighouden met de ontwikkelingen binnen een bepaalde regio, zoals de Gazzetta Ufficiale della Regione Siciliana. Over het algemeen zijn de dagbladen in hun hele formaat te raadplegen, maar wat de versie van de Comunità Europea, of van de Europese Gemeenschap betreft, is er alleen een samengevatte versie aanwezig.